# Frank Corral
Francisco "Frank" Corral (nacido el 16 de junio de 1955 en Delicias, Chihuahua) es un exjugador de fútbol americano de nacionalidad mexicana. Jugó en la National Football League en la posición de placekicker de 1978 a 1981, y en la USFL de 1983 a 1985. 
La familia de Corral emigró de Chihuahua, México a Estados Unidos en 1960, asentándose primero en la ciudad de Los Ángeles y después en el área de Riverside. Asistió a la escuela Norte Vista High School, donde destacó en seis diferentes deportes, béisbol, baloncesto, atletismo, tenis , fútbol y fútbol americano, lo que le valió para poder conseguir una beca atlética y asistir a la Universidad de California en Los Ángeles (UCLA), donde jugó para el equipo de fútbol americano, los Bruins, donde en algún momento tuvo las funciones de realizar los kickoffs, los puntos extra y los despejes. 
Al graduarse de UCLA fue seleccionado por Los Angeles Rams en el draft de 1978 como la 78.ª selección global, en la tercera ronda. A pesar de que fue seleccionado como punter, dejó su marca profesional tanto en la posición de kicker como en la de punter, y de hecho fue el último jugador en la NFL en manejar ambas asignaciones. Fue parte del equipo de los Rams que perdió el Super Bowl XIV, en contra de los Pittsburgh Steelers por marcador de 31-19. Corral logró conectar un punto extra y dos goles de campo en la primera mitad de ese partido, llegando a colocar a los Rams al frente del marcador por 13-10 (un gol de campo de 31 yardas y otro de 45), pero también falló un intento de punto extra en la segunda mitad del partido, cuando los Rams acababan de anotar, el cual de haber conseguido hubiera puesto en ventaja por marcador de 20-17. Los Rams lo despidieron el 6 de septiembre de 1982, terminando su carrera profesional en la NFL. 
Después fue contratado por los Chicago Blitz, los Arizona Wranglers y los Houston Gamblers de la United States Football League. 
En 1983, jugando para los Blitz, Corral conectó 37 de 40 puntos extra intentados y 22 de 41 goles de campo para lograr 105 puntos. En Chicago jugó como punter, despejando 74 ocasiones para 2989 yardas y un promedio de 40.4. 
En 1984, para los Wranglers conectó 63 de 65 intentos de puntos extra y 11 de  21 goles de campo para 96 puntos y realizó 69 despejes para 2856 yardas y un promedio de 41.4 yardas por despeje. 
En 1985, jugando para los Gamblers realizó 24 despejes para 961 yardas y un promedio de 40.0 yardas y fue el encargado de realizar los kickoffs.  
Después de su retiro profesional, Corral se casó con una mujer que conoció en Riverside, tienen 12 hijos y actualmente trabaja en proyectos juveniles comunitarios en Riverside. 
Tuvo como compañeros de equipo a jugadores destacados como los miembros del Salón de la Fama Tom Mack, Jack Youngblood y Jackie Slater con los Rams, y de Jim Kelly en su estadía en Houston; Frank Minnifield, uno de los mejores cornerbacks en la historia de los Cleveland Browns y de la NFL cuando jugó en Chicago; y finalmente en Chicago y Arizona estuvo bajo la tutela del legendario entrenador en jefe George Allen.
Frank Corral aún posee la marca de los Rams de la mayor cantidad de goles de campo conseguidos por un pateador novato (1978, 29 de 43). 